# Xã Pleasant Ridge, Quận Livingston, Illinois
Xã Pleasant Ridge (tiếng Anh: Pleasant Ridge Township) là một xã thuộc quận Livingston, tiểu bang Illinois, Hoa Kỳ. Năm 2010, dân số của xã này là 252 người.